# 조지아주
조지아주(영어: State of Georgia, 문화어: 죠지아 주)는 미국 주 중 하나로, 영국에 맞서 미국 혁명이 일어났을 당시의 13개 주 중 하나이다.
남쪽으로 플로리다주, 동쪽으로 사우스캐롤라이나주 및 대서양, 서쪽으로 앨라배마주와, 북쪽으로 노스캐롤라이나주 및 테네시주와
경계를 접하고 있다. 주의 북부에는 애팔래치아산맥의 한 줄기인 블루 리지 마운틴이 위치한다. 중부는 완만한 평지이며 미국 남부의 강들이 흘러 대서양으로 빠져나간다. 조지아에서 가장 높은 곳은 1,458미터의 브래스타운산이다.
면적은 미국의 50개 주 중 24번째로 큰 153,909제곱킬로미터이다. 조지아는 미시시피강 동쪽의 주들 중 육지 면적으로는 가장 크지만 총 면적으로는 미시간주, 플로리다 주, 위스콘신주 다음으로 네 번째를 차지한다.
주된 교육 기관으로는 사립인 에모리 대학교, 주립인 조지아 대학교, 조지아 공대, 조지아 주립 대학교, 조지아 의과 대학 등이 있다.

## 역사

### 초기 역사
고고학의 흔적이 현재의 조지아에 10,000년 이상이나 인간이 거주하였다고 암시한다. 서배너 강 유역에서 아메리카 인디언들이 도기를 만들기 시작하고 남동부를 가로질러 무역을 하였다. 1,100년 전으로 봐서 지역의 주민들은 옥수수와 콩을 재배하였다. 그들은 다수의 타운들과 큰 흙무더기를 만들었다.

### 스페인의 통치
1540년 스페인의 에르난도 데 소토가 플로리다에서 미시시피강으로 가는 길에 조지아를 지나 원정을 지도하였다. 그의 군대는 많은 흙무더기 타운들에 와서 인디언들을 잔인하게 대하였다. 그는 곧 재물을 찾으러 이동하였다. 많은 인디언들이 유럽인이 가져온 질병으로 사망하였다.
1565년 스페인은 대서양 해안을 따라 프랑스의 정착지들을 파괴시키기 위하여 군대를 보냈다. 스페인군은 현재 플로리다에 있는 세인트오거스틴에 요새를 세우고 프랑스군을 꺾었다. 1566년 스페인의 사령관 페드로 메네데스 데 아빌레스는 세인트캐서린스 섬에서 궤일 인디언들을 만나 요새를 건설하는 허락을 얻었다. 스페인인들은 또한 조지아 해안을 따라 몇몇의 선교사 양성소들을 세우기도 하였다. 1600년대 초반으로 봐서 스페인 선교사들은 수천명의 인디언들에게 세례를 베풀고 양성소들은 식량과 노동자들과 함께 세인트오거스틴에서 정착지를 공급하였다.

### 영국의 식민지

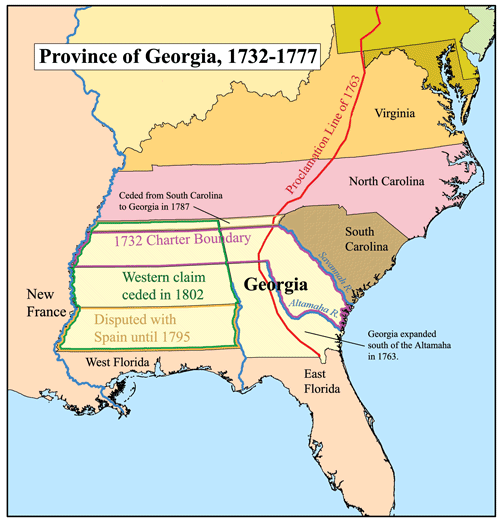
조지아 식민지

약 1600년대에 흙무더기를 짖는 주민들의 어떤 자취들이 머스코기 인디언들에 의하여 지배된 동맹에 가입하였다. 영국의 식민주의자들은 이 인디언들을 크리크 동맹이라고 불렀다.
1600년대 후반에 영국인에 의하여 후원된 인디언과 해적의 공격들이 조지아 해안을 따라 놓인 스페인의 선교 조직을 파괴시켰다. 1700년대 초반 앤 여왕 전쟁이 일어나는 동안에 영국인들은 스페인과 그 인디언 동맹들을 물리치면서 조지아 해안의 통치를 얻었다. 전쟁은 프렌치 인디언 전쟁을 이루어낸 4개의 교전들 중의 하나였다.
1730년 존 퍼시발과 제임스 오글소프가 이끄는 부유한 영국인들의 단체가 자선적 식민지를 형성하기 위하여 조지 2세로부터 헌장을 요구하였다. 수탁자들에 의하여 통치될 식민지는 원조를 받을 만한 영국인들을 제외하고 농장과 가난한 자들을 위하여 새로운 시작을 마련하려 하였고, 유럽에서 온 프로테스탄트 기독교인들을 박해하였다. 1732년 조지 2세는 자신의 이름을 딴 조지아 식민지를 위한 21년 헌장을 승인하였다.
오글소프와 대략 120명의 식민주의자들은 1732년 11월 17일 앤 호를 타고 항해를 시작했다. 그들은 1733년 2월 12일 서배너 강에 있는 야마크로 절벽에 도착하였다. 토모치치가 이끄는 작은 인디언 타운이 서배너를 짓기 시작한 정착자들을 환영하였다. 다음 20년 동안에 5,000명 이상의 유럽인들이 조지아에 정착하였다. 그들의 대략 절반은 수탁인의 자선으로 왔다. 식민지는 대지의 500 에이커(200 헥타르) 이상을 소유하는 데 아무도 허락하지 않고 노예제를 금지하면서 경제적 동등권을 장려하려고 시도하였다.
1739년 영국과 스페인 사이에 전쟁이 다시 일어났다. 북아메리카에서는 남부 조지아와 플로리다에서 몇몇의 전투들이 벌어졌다. 1742년 스페인군은 조지아를 침입하려고 하였으나 식민주의자들이 세인트사이먼스 섬에서 벌어진 블러디 바시 전투에서 그들을 물리쳤다. 이 승리 후에 전쟁은 아메리카에서 끝났다. 영국인들은 조지아 해안의 통치를 유지하였다.
이 후에 조지아 식민지는 실패하기 시작되었다. 많은 식민주의자들은 수탁인들의 관념주의를 나누지 않았다. 그들은 대지 소유와 노예제의 금지에 한계를 분개하였다. 그들은 조지아가 번영하는 데 노예들에 의하여 경작된 큰 농원들을 필요하였다는 것을 믿었다. 낙심한 수탁인들은 1752년 자신들의 헌장을 항복하였다. 조지아는 영국 국왕이 임명한 총독에 의하여 지휘된 왕립 식민지가 되었다.
왕립 정부 아래에 조지아 해안을 따라 큰 농원들이 자라나고 거기에 일하는 데 수천명의 노예들이 수입되었다. 왕립 총독은 또한 대지를 위하여 크리크 족과 체로키 족 인디언들과 성공적으로 협상하여 거대하게 조지아 식민지의 크기를 늘였다. 그러나 해안을 따라 어떤 부유한 경작인들은 영국의 권위를 분개하기 시작하여 자신들의 정세들에 더 많은 정치적 통치를 원하였다. 내륙에 살던 정착자들은 더 많은 대지와 인디언들에 대항하는 더 많은 침략적인 정책을 원하였다.

### 미국 독립 전쟁
미국 독립 전쟁은 1775년 4월 매사추세츠에서 첫 전투들이 벌어졌다. 그해의 여름으로 봐서 함께 일을 한 조지아의 해안 경작자들과 내륙 정착자들은 조지아에서 영국의 권위에 도전하였다. 1776년 2월 왕립 총독은 해안에서 이탈하여 영국 군함으로 달아났다. 조지아의 혁명가들은 정부를 결성하고 전쟁을 위한 준비를 하였다.
3월에 영국 해군이 서배너의 항구로부터 쌀을 실은 보트들을 훔치려 하여 싸움이 일어났다. 많은 보트들이 불탔다. 1778년 7월 24일 조지아는 미국 헌법의 전조인 연합 규약을 실증하였다. 12월에 영국군은 놀라운 공격을 발사하여 서배너를 점령하였다. 1779년 9월 미국과 프랑스군은 도시를 탈환하려 함께 싸웠으나 패하였다.  싸움은 1782년 여름에 영국군이 서배너를 비울 때까지 조지아에서 지속적으로 일어났다.

### 초기 주 지위
1783년 독립 전쟁이 끝났다. 1788년 1월 2일 조지아는 미국 헌법을 비준하는 데 합중국에서 4번째 주가 되었다. 엘리 휘트니는 1793년 서배너에서 조면기를 발명하였다. 면화의 씨를 제거하는 이 기계는 생산성을 증가시켜 면화 재배 산업의 발전을 자극하였고 급격한 발전을 유도했다.
정착자들과 대지 회사들은 1790년대에 조지아를 빠르게 발전시키기 시작하였다. 1795년 대지 회사들은 자신들이 거대한 이득에 팔려고 계획한 조지아 대지를 주의 입법자들에게 파는 데 그들을 매수하였다. 이 계획은 야주 강이 대지의 일부를 흘러가면서 야주 사기로 알려졌다. 화가 난 조지아 주민들은 1796년 판매를 무효로 만들었다. 그러나 많은 소비자들은 자신들의 대지를 포기하는 데 거부하였다. 1802년 조지아 주는 채너후치 강 서부의 대지들을 연방 정부에게 팔았으며, 후에 야주 강 주장을 진정시켰다.
1827년으로 봐서 크리크 족 인디언들은 조지아 주에서 자신들의 대지를 미국에 팔고 아칸소 준주로 이주하였다. 1838년 연방군은 조지아 주에서 체로키 족 인디언들의 마지막을 몰아내어 오늘날의 오클라호마주에 있는 인디언 영토로 강제로 이주시켰다. 인디언들이 떠나면서 정착자들은 빠르게 전 인디언의 대지를 제거하고 면화를 심었다. 1840년으로 봐서 조지아 주는 광대한 철도 시스템을 개발하기 시작하였다.

### 남북 전쟁

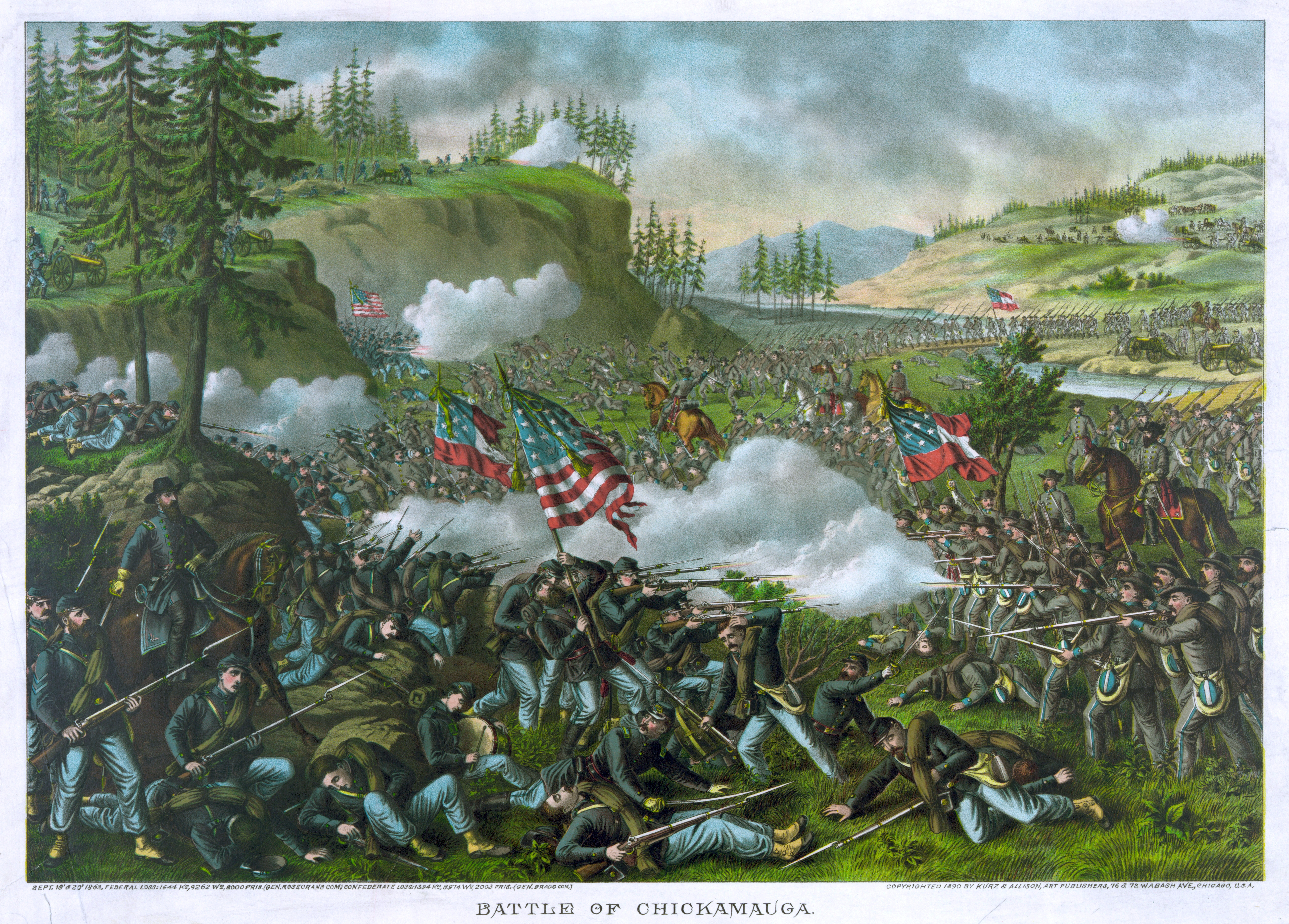
남북 전쟁 중의 치카모가 전투

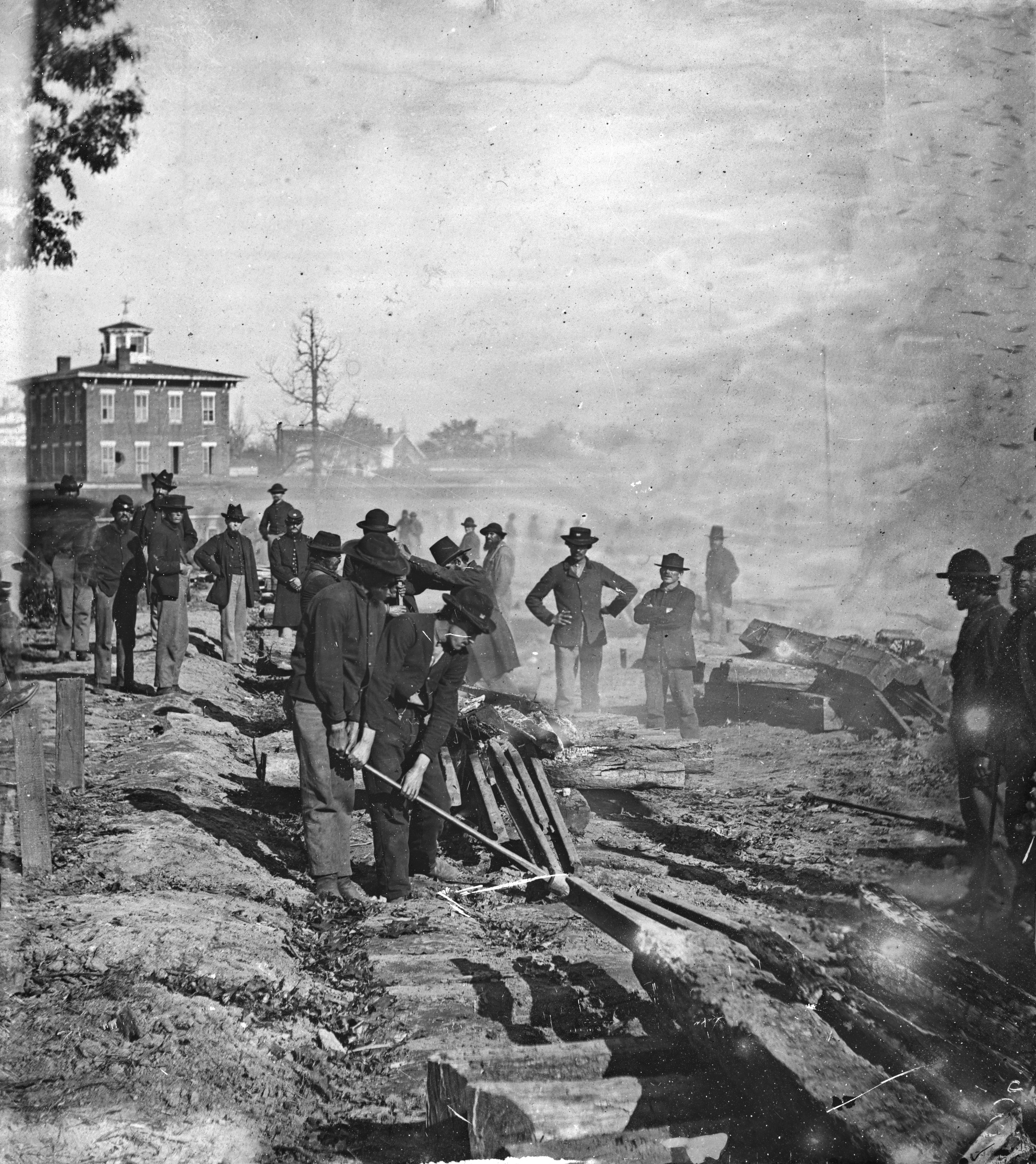
윌리엄 T. 셔먼 장군의 북군들이 애틀랜타의 철도를 파괴하는 모습

1800년대 중반에 조지아 주의 경제는 면화 재배에 기초를 두었고, 많은 조지아 주민들은 노예 노동에 의지하였다. 많은 조지아 주의 지도자들은 1860년에 공화당 대통령 후보 에이브러햄 링컨이 노예제를 끝내려 하는 것 같은 위협에 놓였다. 그들은 북부의 자라나는 경제와 정치적 권력에 분개하기도 하였다. 링컨이 대통령에 당선된 후, 주지사 조지프 E. 브라운은 조지아 주를 합중국으로부터 탈퇴시키기 위한 운동을 이끌었다. 운동의 반대는 전 국회 의원 알렉산더 H. 스티븐스에 의하여 이끌어졌다. 스티븐스는 후에 남부의 부통령이 되었다. 1861년 1월 19일 조지아 주는 탈퇴하는 데 5번째 주가 되었다.
남북 전쟁의 초기에 북군의 해군이 조지아 해안을 급슥하여 서배너 항구를 닫았다. 남군은 1863년 9월에 치카모가에서 일어난 조지아 주에서 첫 거대한 전투를 이겼다. 다음 해 5월 윌리엄 T. 셔먼의 북군은 테네시주 채터누가에서 애틀랜타로 진군하였다.
셔먼은 9월에 애틀랜타를 점령하였다. 11월에 그는 도시를 불태우고 바다로 자신의 유명한 행군을 시작하였다. 그의 군대가 조지아 주를 가로질러 서배너로 행군하면서 거의 저항하는 자가 없었고, 그들은 60 마일(97 킬로미터)의 작은 길을 깎고 모든 공공 건물, 공장, 제재소와 철도들을 파괴하였다. 그들은 시골을 강탈하여 경작지와 타운들로부터 식량과 다른 재산들을 훔쳤다. 셔먼은 1864년 12월 서배너를 점령하였다.
셔먼이 통치한 지역마다 노예 제도는 끝났다. 수천명의 조지아주 노예들이 도망치고 많은 이들은 북군에 입대하였다.

### 재건과 회복

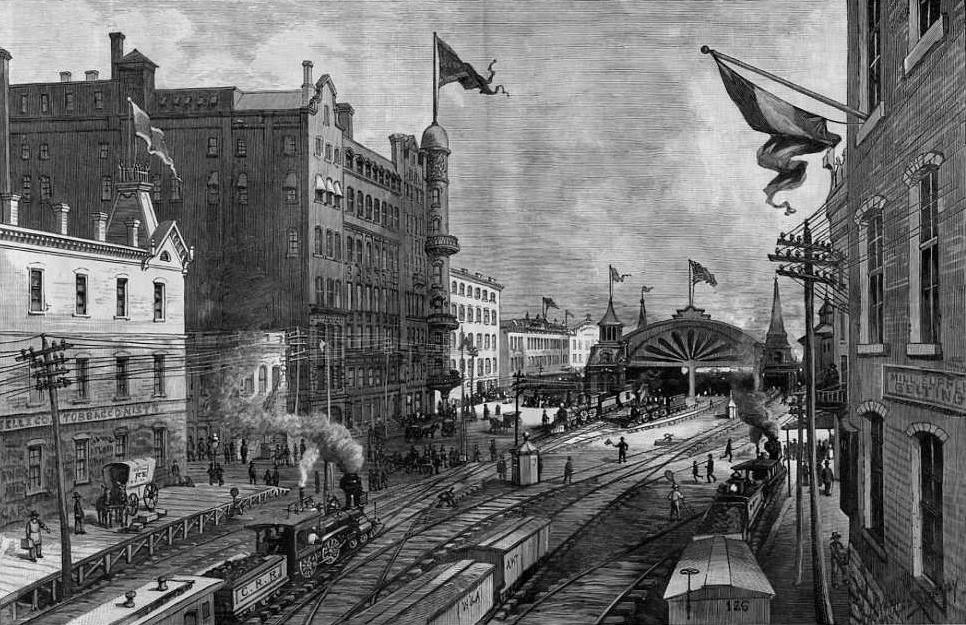
애틀랜타의 상업 중심지 (1887년 경)

남북 전쟁에 이어 남부 제주의 통합기 동안에 조지아 주는 물질적과 정치적으로 재건과 해방으로부터 결과를 낸 사회와 경제적 변화와 함께 극복의 도전들을 향하였다. 많은 해방된 노예들은 시민과 근로자들로서 새로운 역할을 찾았다. 백인 보수주의자들은 그들에 대한 통치를 다시 얻으려고 싸웠고, 노력은 어쩌다 폭력이 되었다. 연방 정부는 해방된 노예들을 돕는 해방인 표준국을 설립하고 1870년까지 때때로 지속된 조지아 주에서 군사 통치를 세웠다.
조지아 주는 1868년 합중국으로 재편입되었다. 그러나 미국 헌법의 수정 조항 18조를 비준하는 데 거부한 이유로 1869년에 쫓겨났다. 이 조항은 인종의 기초에 투표를 하는 데 권리를 부정하는 데 불법으로 만들었다. 조지아 주는 1870년 조항을 비준하여 7월 15일 영구적으로 합중국에 재편입되었다.
1870년대 초반으로 봐서 백인 보수적 민주당원들이 정치적 통치를 얻어 증가적으로 정부와 정치로부터 흑인 조지아 주민들을 배제하였다. 대부분의 조지아주 해방인들은 소작인과 물납 소작인 동의서들을 통하여 지속적으로 면화를 생산하는 일을 하였다. 1880년으로 봐서 면화 생산은 그 전쟁 이전의 수준들로 돌아왔다. 생산은 더 많은 농장 지대들이 면화를 재배하는 데 바쳐지면서 지속적으로 증가하였다.
제조업과 무역도 또한 조지아 주에서 1870년대에 확장되기 시작하였다. 철도 건설이 다시 시작되고 은행 활동들이 증가하며, 도시들이 자라났다.

### 1900년대 초반

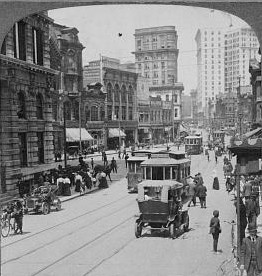
애틀랜타의 피치트리 거리 (1907년 경)

1900년 후에 산업이 지속적으로 자라나자 농부들은 면화에 적은 의지를 하기 시작하였다. 옥수수, 과일, 가축과 담배의 생산이 중요성을 얻었다. 1917년 미국이 제1차 세계 대전에 참전한 후, 조지아 주의 공장과 농장 생산은 아직도 더욱 멀리 확장되었다.
1922년 리베카 L. 펠턴은 여성으로서 첫 미국 상원이 되었다. 그녀는 토머스 E. 왓슨이 사망한 후, 토머스 W. 하드윅 주지사에 의하여 임명되었다. 펠턴은 의회가 개회 중에 하루 만을 지냈다. 왓슨의 기간을 완료하는 데 선출된 월터 F. 조지가 그녀의 자리를 차지하였다.
면화씨바구미라 불리는 딱정벌레목이 1920년대 초반 동안에 조지아 주의 면화 수확물에 거대한 손해를 일으켰다. 결과로서 많은 농부들은 자신들의 수확물을 잃고 자신들의 농장들을 가질 여유가 없었다. 1929년 대공황이 주에 타격을 주어 많은 공장들이 폐문하였다. 1933년 연방 프로그램들이 직업들을 창조하기 시작하였다. 프로그램들은 고속도로, 공공 건물의 건설과 하수 설비와 배수 시스템을 포함하였다. 연방 농토 프로그램들은 많은 농부들에게 도움을 주었다.

### 1900년대 중반
제2차 세계 대전이 일어나는 동안에 조지아 주에서 제조업 활동이 다시 증가하였다. 많은 조지아 주민들은 전쟁이 일어나는 동안 다양한 국방 산업들에서 일하였다. 다수의 농부들은 도시들에서 국방 직업에 종사하는 데 시골 지역들을 떠났고, 많은 이들은 전쟁이 끝난 후에 도시들에 머물렀다. 1943년 조지아 주는 18세의 사람들이 투표를 하는 데 허락된 첫 주가 되었다.
전쟁이 끝난 후, 주의 외부에서 온 많은 회사들이 조지아 주에 공장과 사무소들을 개장하였다. 조지아 주민들은 산업적 확장에 의하여 창조된 직업들을 체우기 위하여 지속적으로 도시들로 이주하였다.
아프리카계 미국인 인권 지도자이자 민주당원인 줄리안 본드는 1965년 조지아 하원 선거를 이겼다. 다른 조지아 하원들은 처음에 본드가 하원 자리에 앉히기를 거부하였다. 그들은 베트남 전쟁에서 미국의 연루를 반대한 그의 성명에 반대하였다고 말하였다. 그러나 1966년에 미국 대법원은 하원이 본드의 연설의 자유를 부인하였고, 그를 자리에 앉혀야 한다고 지배하였다.
1960년대까지 민주당원들은 조지아주 정치를 거의 완료적으로 통치하였다. 그러고나서 많은 조지아 주민들은 국립 민주당의 어떤 정책들, 특히 인권 입법의 성원과 불만을 가지기 시작하였다. 공화당원들이 힘을 얻기 시작하였다.
다른 많은 주들처럼 조지아 주는 심각한 인종 문제들이 있었다. 1954년 미국 대법원은 공공 학교에서 의무적 인종 분리는 비헌법적이라고 지배하였다. 1960년 초순에 조지아 주는 연방 법원의 명령들 아래 그 공공 학교들에 인종 차별을 폐지하거나 폐문하였다. 주의 입법부에 의하여 임명된 특별 위원회는 주의 전역을 통하여 논쟁에 공청회를 열었다. 입법부는 그러고나서 의무적 인종 분리를 금지하는 법률들을 통과시켰다.
1961년 조지아 주에서 처음으로 흑인 어린이들이 백인 전용의 학교들에 입학하였다. 1960년대 중반으로 봐서 몇몇의 학교 구역들과 대학들이 인종 차별을 폐지하였다. 하지만, 1969년 8월 미국 법무부는 주의 공공 학교들의 인종 차별 폐지를 완료를 요구한 조지아 주에 소송을 제기하였다.
인종 차별 폐지는 또한 도서관과 식당들을 포함한 조지아주 생활의 다른 지역들에 일어났다. 주의 어떤 백인들은 변화에 저항하였다. 1964년에 예를 들어 레스터 G. 매독스는 흑인들을 시중드는 데 연방 정부의 명령을 순종하기는커녕 자신의 애틀랜타 식당을 닫았다.
1966년 민주당원인 매독스는 주지사를 위한 후보가 되었다. 후보들 중에 아무도 투표의 50 퍼센트를 받지 않았고, 조지아 주의 법률은 주의 입법부가 우승자를 선택하는 데 마련하였다. 입법부는 1967년 1월 매독스를 주지사로 선출하였다. 1968년 11월 조지아 주의 투표인들은 결승전의 선거에 의하여 결정되는 최소의 절반의 투표들에 아무런 후보들에게 주지 않는 선거들을 마련하는 헌법적 개정을 찬성하였다. 첫 선거에서 대다수의 투표를 받은 2명의 후보들은 결승전에서 다른이를 반대할 것이다.

### 1900년대 후반
산업의 번창은 조지아 주의 경제에 도움을 주었으나 문제들을 일으키기도 하였다. 도시들의 지구들은 붐비고 버려졌다. 주에서 증가하는 산업 활동과 인구는 공해의 수질 오염을 일으켰다. 인구는 지속적으로 시골에서 도시 지역들로 옮겨졌다. 도시와 타운들은 주 정부가 그들에게 새로운 지방 세금을 거두는 데 권위를 부여할 때 1970년대 중반에 장기적으로 추구된 권력들을 이겼다. 주는 지속적으로 도시 지역들을 재개발하는 데 방향들을 찾고, 그 때문에 주민들의 도시로 이동을 느리게 하였다.
학교의 인종 차별 폐지가 애틀랜타와 다른 조지아 주의 도시들에서 주요 근심으로 남아있음에 불구하고 인종적 긴장은 진정되었다. 애틀랜타에서 백인 가족들이 무거운 흑인 학교 구역들로부터 이주하였고, 흑인들이 도시에서 백인들보다 수적으로 우세하였다. 1973년 메이나드 잭슨이 애틀랜타의 시장으로 선출되었다. 그는 남부의 대도시에서 첫 아프리카계 미국인 시장이 되었다. 잭슨은 3번이나 선거를 이기고, 1974년부터 1982년까지 그리고 1990년부터 1994년까지 시장을 지내왔다.
1976년 전 조지아 주지사 지미 카터가 미국의 대통령으로 선출되었으며, 1977년부터 1981년까지 그 직에 있었다.
1994년 7월 대량의 비가 조지아 주의 중부와 남부에서 피해가 막심한 홍수를 일으켜 31명의 사망과 수백만 달러의 손해의 결과를 가져왔다.
1990년대 후반에 주기에 대한 논쟁이 자라났다. 1956년 총회에 의하여 채택된 주기는 남부연합의 남북 전쟁 전투 상징을 포함하였다. 많은 아프리카계 미국인들은 새로운 디자인을 요구하였다. 그들은 상징을 노예 제도의 상징으로 보았다. 주기의 옹호자들은 그것이 조지아 주의 남부 유산을 상징하고 남북 전쟁에서 전사한 이들을 기념한다고 주장하였다. 1990년대 초반에 젤 밀러 당시 주지사는 새로운 주기를 요구하였으나, 공공적 성원을 이기는 데 실패하였다.

### 21세기
2001년 총회는 1956년의 주기를 대체하는 데 새로운 디자인을 찬성하였다. 새로운 주기는 조지아 주의 초기의 주기들의 작은 5개의 이미지를 담은 밑바닥을 가로지르는 기를 가졌다. 많은 주민들은 입법부의 활동을 비난하였다. 그들은 주기에 공공적 국민 투표가 입법부의 활동이 있기 전에 실시되었어야 한다고 말하였다.
2002년 서니 퍼듀가 조지아 주의 지사로 선출되었다. 그는 1872년 이래 주의 첫 공화당 주지사가 되었다. 그의 선거 운동이 있는 동안에 퍼듀는 주기에 투표 선거를 청구하겠다는 약속을 하였다.
2003년 총회는 2001년 주기를 대체하는 데 새로운 주기를 찬성하였다. 새로운 디자인은 별과 줄무늬, 첫 아메리카맹방 기에 기초를 두었고, 남북 전쟁 전투 상징을 포함하지 않았다. 2003년 주기를 간직하느냐 혹은 2001년 주기로 되돌리냐에 놓인 2004년 투표 선거에서 조지아주 투표인들은 2003년 주기를 간직하기로 선택하였다.
2007년의 시작에 가뭄이 조지아 주와 다른 남동부의 주들에서 물의 부족을 일으켰다. 조지아주 카운티들의 80 퍼센트 이상이 가뭄을 겪는 경험을 하였다. 공무원들은 몇몇의 공동체들에서 관수 포고를 발포하였다.

## 경제

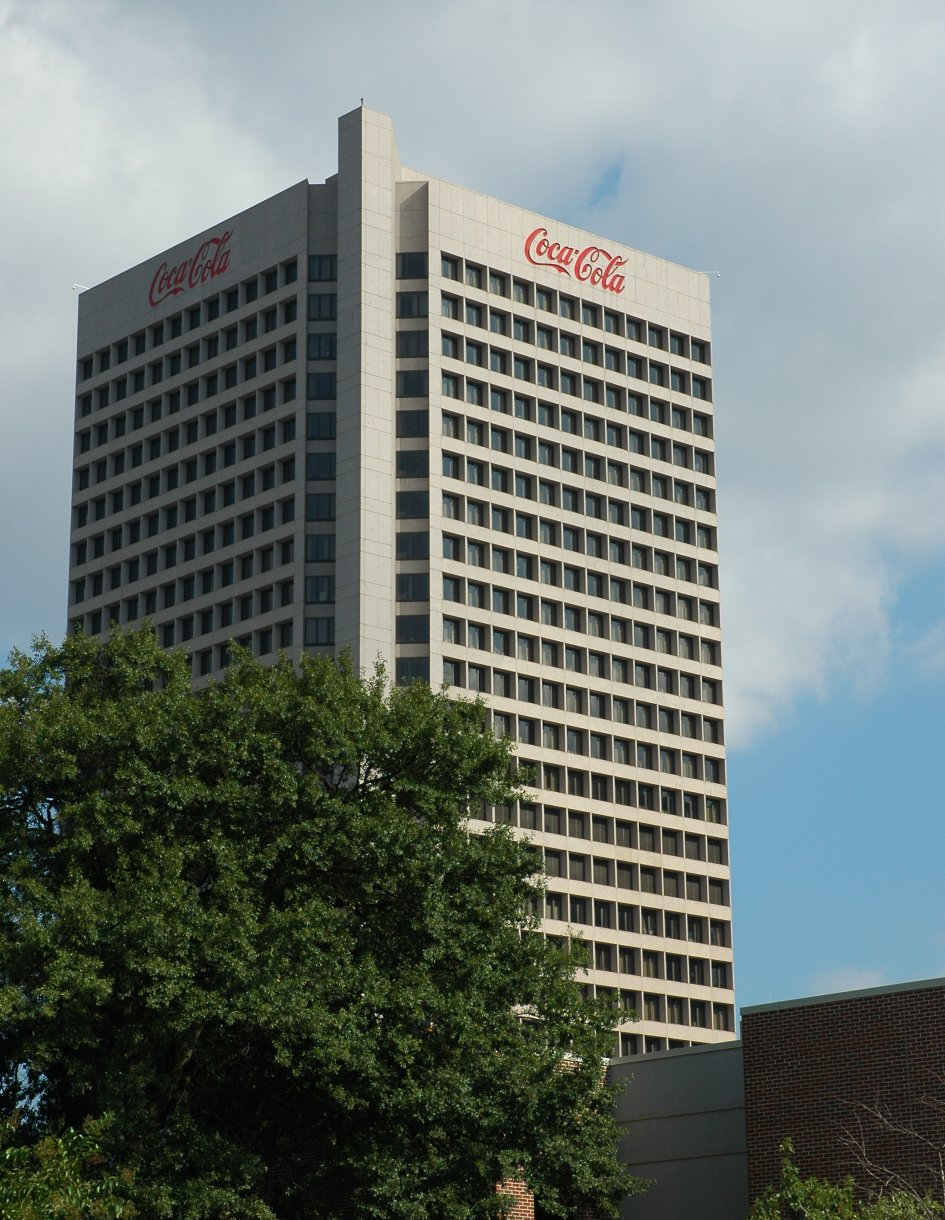
애틀랜타에 있는 코카콜라 컴퍼니 본사 건물

애틀랜타는 미국에서 금융, 무역과 교통의 중심지들 중의 하나이며, 코카콜라 컴퍼니, 델타 항공, 조지아-퍼시픽, 홈디포와 UPS같은 회사들의 본사들이 있다. 2010년에는 웨스트포인트에 기아자동차의 현지공장이 들어섰다.

### 서비스업
서비스업은 조지아주의 국내 총생산과 고용의 대략 80%를 차지한다. 주의 서비스업의 다수는 애틀랜타 지역에 있다. 주도인 애틀랜타는 정부 활동의 중심지이다. 도시는 의회에 의하여 설립된 12개 연방 은행들 중의 하나인 식스 연방 상호 은행의 본부이기도 하다. 많은 주의 호텔, 식당과 소매상들도 또한 애틀랜타 지역에 있다.
미국의 몇몇 대규모 교통과 통신 회사들이 애틀랜타에 본부를 두었다. 이 도시는 주요 항공 회사인 델타 항공의 본진이다. 추가로 터너 브로드캐스팅 시스템과 CNN이 1970년대 후반과 1980년대 초반에 비지니스 총장 테드 터너에 의하여 애틀랜타에서 설립되었다. 그들은 도시의 자세를 주요 통신의 중심지로서 힘을 주었다. 2006년 AT&T는 통신 회사 벨사우스를 획득한 후 주요 경영을 유지하였다.
애틀랜타, 콜럼버스와 메이컨은 큰 보험 회사들이 있다. 조지아 주의 군사 기지들은 오거스타 근처에 있는 미국 육군 시그널 센터, 미국 해군 잠수함 기지와 몇몇의 육군과 공군 기지들을 포함한다.

### 제조업
가공된 식료품은 조지아 주의 제조품들의 지도적인 분류를 차지한다. 주요 식료품들은 제과류, 맥주, 가공 닭고기와 피넛 버터이다. 애틀랜타, 콜럼버스, 더캐투어, 롬과 밸도스타는 큰 제과점들이 있다. 올버니와 카터스빌은 맥주 양조장이 있으며, 주를 통하여 큰 공장들이 닭고기를 가공한다. 땅콩 제품들은 도슨과 몇몇의 다른 타운들에서 만들어진다.
애틀랜타와 오거스타는 조지아 주에서 화학품 생산의 주요 중심지들이다. 자동차, 군사 전투기와 미사일이 애틀랜타 지역에서 제조된다. 브런즈윅과 제섭은 펄프 제재소들이 있다. 오거스타, 메이컨, 롬과 몇몇의 다른 타운들은 판지 제재소들이 있다. 올버니는 화장지를 만드는 공장이 있다. 조지아 주는 섬유와 섬유 제품들 생산에서 지도적인 주이다. 달튼은 미국에서 여러 다른 도시보다 더 많은 카페트를 제조한다. 캘훈, 채츠워스와 라그랜지도 큰 카페트 공장이 있다.

### 농업
농장 지대가 조지아 주의 대략 4분의 1을 차지하고 있다. 조지아 주는 달걀과 닭을 가장 많이 생산하는 주들 중 하나로 주로 애틀랜타 북동부에서 많이 이뤄진다.
육우, 돼지와 우유도 또한 중요한 농장 소득의 근원이다. 주의 남서부와 북동부에서는 돼지 사육이 많이 이뤄지고 주의 북동부에서는 육우 사육이 성행하고 있다.
면화는 조지아 주의 가장 가치적인 수확물이며, 주로 주의 남서부에서 자란다. 조지아 주는 면화 생산에서 지도적인 주들 중에 랭킹으로 들어와있다.
땅콩도 중요한 수확물이며, 조지아 주는 땅콩 생산에서 나라를 이끌고 있다. 주의 남서부를 통하여 농부들은 땅콩을 가꾼다. 조지아 주는 또한 호두 생산에서 1위이다. 올버니 지역은 미국에서 호두 생산을 위한 중심지들 중의 하나이다.
다른 주의 중요한 수확물은 담배이며, 주로 주의 남동부에서 자란다. 다른 수확물로는 옥수수, 건초, 호밀, 수수, 콩과 밀을 포함한다. 오이, 양파, 사탕 옥수수와 토마토는 조지아 주의 가장 가치적인 채소이다. 온실과 종묘품들의 재배는 남부 조지아 주에서 중요한 농업 활동이다.
조지아 주는 복숭아 생산의 지도적인 주이다. 다른 과일로는 사과, 블루베리와 수박을 포함한다.

### 광업
점토는 조지아 주의 가장 가치적인 광물이며, 주는 점토 생산에서 미국을 이끌고 있다. 조지아 주는 도기를 만들고 광택이 나면서 나오는 코팅 종이에 쓰이는 점토인 카올린의 지도적인 생산주이다. 미국에서 가장 큰 카올린 벨트들의 하나가 조지아 주를 걸쳐 오거스타와 콜럼버스의 남부에 놓여 있다. 조지아 주는 백토의 지고적인 생산주이다.
조지아 주는 화강암 생산에서 지도적인 주들 안에 랭킹으로 들어와있다. 모래와 자갈 생산도 조지아 주에서 중요하며 피드먼트에 중심을 잡고 있다. 주는 또한 중정석, 장석, 석회암과 운모를 체굴한다.

### 수산업
새우는 조지아 주의 가장 가치있는 수산자원이다. 대합조개, 게와 굴도 중요한 수산물이다.

## 주민
| 인구조사                | 인구       | Note | %±    |
| ----------------------- | ---------- | ---- | ----- |
| 1790년                  | 82,548     |      | —     |
| 1800년                  | 162,686    |      | 97.1% |
| 1810년                  | 251,407    |      | 54.5% |
| 1820년                  | 340,989    |      | 35.6% |
| 1830년                  | 516,823    |      | 51.6% |
| 1840년                  | 691,392    |      | 33.8% |
| 1850년                  | 906,185    |      | 31.1% |
| 1860년                  | 1,057,286  |      | 16.7% |
| 1870년                  | 1,184,109  |      | 12.0% |
| 1880년                  | 1,542,181  |      | 30.2% |
| 1890년                  | 1,837,353  |      | 19.1% |
| 1900년                  | 2,216,331  |      | 20.6% |
| 1910년                  | 2,609,121  |      | 17.7% |
| 1920년                  | 2,895,832  |      | 11.0% |
| 1930년                  | 2,908,506  |      | 0.4%  |
| 1940년                  | 3,123,723  |      | 7.4%  |
| 1950년                  | 3,444,578  |      | 10.3% |
| 1960년                  | 3,943,116  |      | 14.5% |
| 1970년                  | 4,589,575  |      | 16.4% |
| 1980년                  | 5,463,105  |      | 19.0% |
| 1990년                  | 6,478,216  |      | 18.6% |
| 2000년                  | 8,186,453  |      | 26.4% |
| 2010년                  | 9,687,653  |      | 18.3% |
| 2019 (추산)             | 10,617,423 |      | 9.6%  |
| 1910–2010 2019 estimate |            |      |       |

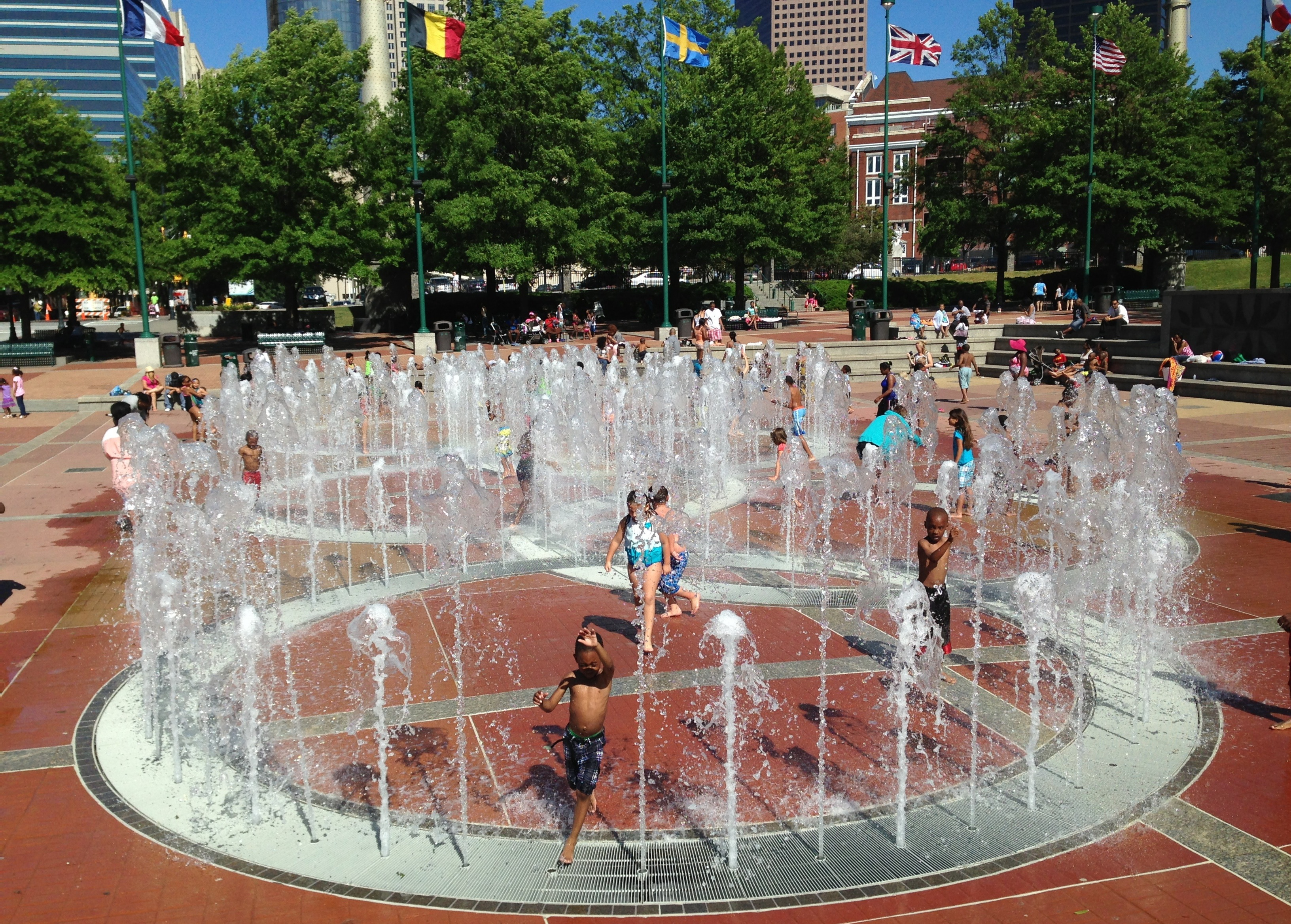
애틀랜타의 센테니얼 올림픽 공원

2000년 미국 인구 조사국은 조지아 주의 인구가 8,186,453명이라고 보고하였다. 주의 인구는 1990년으로 본 6,478,216명에서 대략 26 퍼센트나 증가하였다. 2000년 조사국에 의하면 조지아 주는 50개의 주들 중에 인구에서 10위에 들어와 있다.
조지아 주민의 대략 80 퍼센트는 메트로폴리탄 지역들에 산다. 조지아 주민 전부의 대략 절반은 조지아 주의 가장 큰 도시 애틀랜타에 산다. 주에는 15개의 메트로폴리탄 지역들이 있다.
조지아 주에는 인구 20,000명 이상과 함께 한 28개의 도시들이 있다. 8개의 도시들은 70,000명 이상의 인구를 가지고 있다. 애틀랜타에 이어 크기의 순서로 봐서 이 도시들은 오거스타, 콜럼버스, 서배너, 애던즈, 메이컨, 로스웰과 올버니이다.
조지아 주민의 대략 30 퍼센트는 아프리카계 미국인이며, 다른 가장 큰 인구 단체들은 아일랜드, 독일, 영국 계통의 주민들이다.
한인 교포들은 계속해서 증가하는 추세이며, 현재 커다란 한인 마트들이 대략 10개정도 들어서 있어서 한국 상품들을 구입하는 데 용이하다. 초기 이민자들은 애틀랜타 다운타운에서 10마일정도 위에 위치한 도라빌에 많이 거주하였으나 세월이 지나면서 히스패닉들이 이 곳을 차지하고 한인들은 북쪽으로 옮겨가고 있다. 현재 조지아의 한인들은 애틀랜타 다운타운에서 약 20마일정도 북쪽에 있는 덜루스 및 알파레타에 많이 살며 이 곳에 한인타운이 생겨 있다. 한인 교회가 매우 많으며 한인 성당은 두 곳(도라빌, 덜루스), 절 한 곳이 있다. 그리고 미국 동남부 및 버진 아일랜드와 푸에르토리코의 한인들을 관할하는 한인 총영사관이 애틀랜타 다운타운에 위치한다.
또한 조지아 주는 미국 내에서 네바다주와 노스캐롤라이나주 다음으로 아시안 인구가 세 번째로 빠르게 증가하는 지역이기도 하다. 조지아주 안의 아시아인들의 구매력은 1990년에는 11억달러였으나 최근 조지아 대학교의 조사 결과, 약 8배가 증가한 81억달러가 된 것으로 나타났다.

## 외부 링크

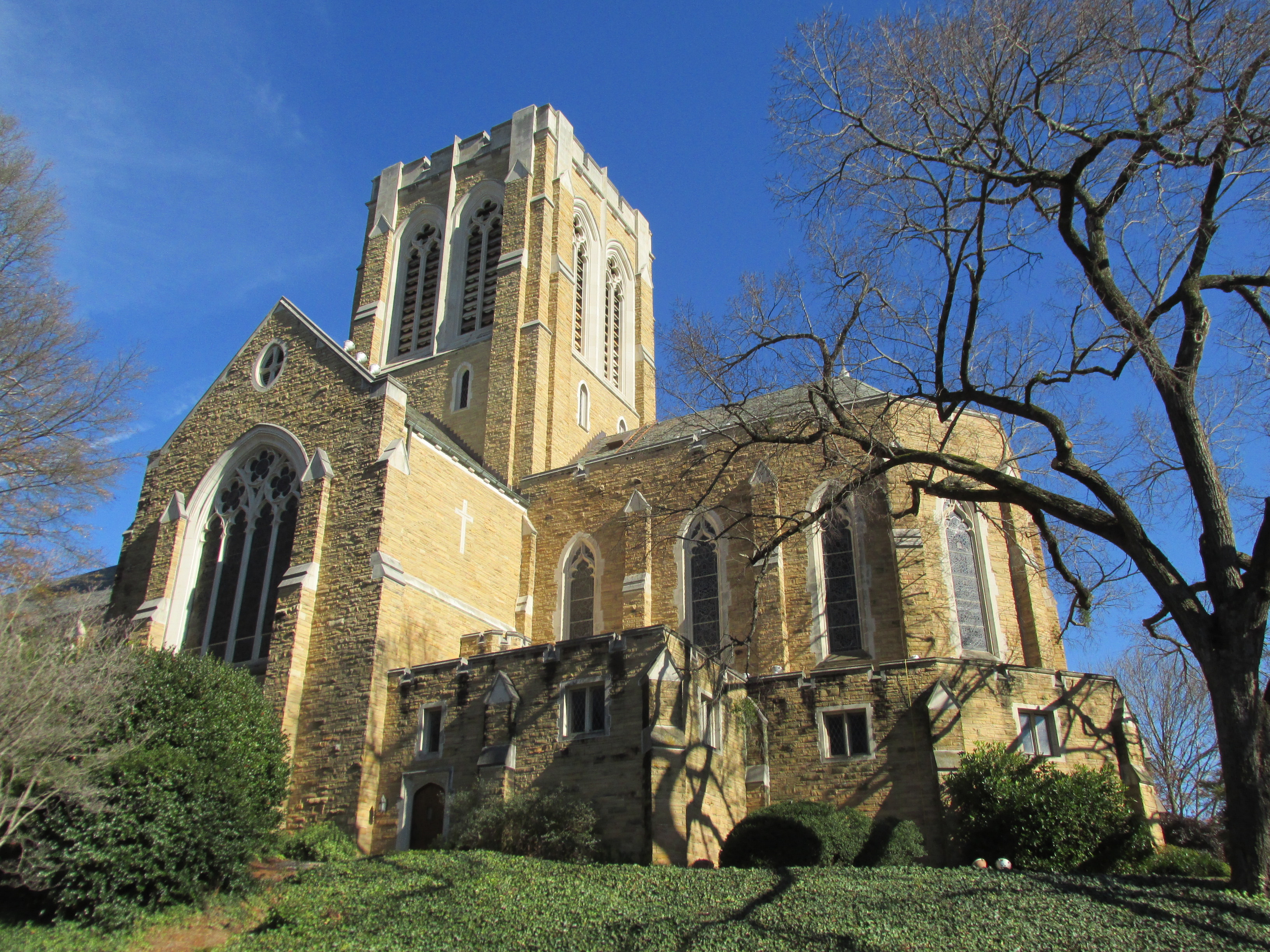
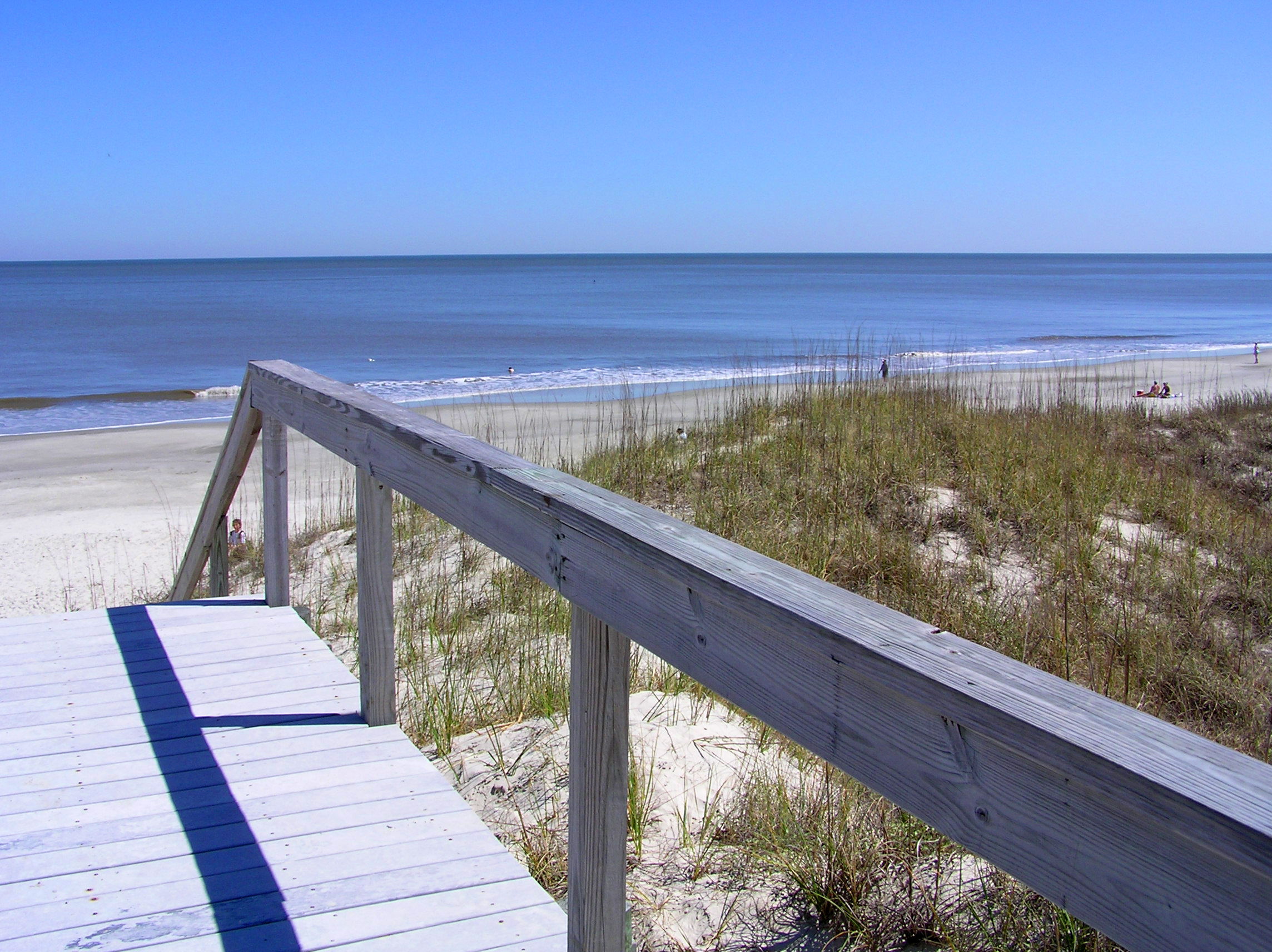
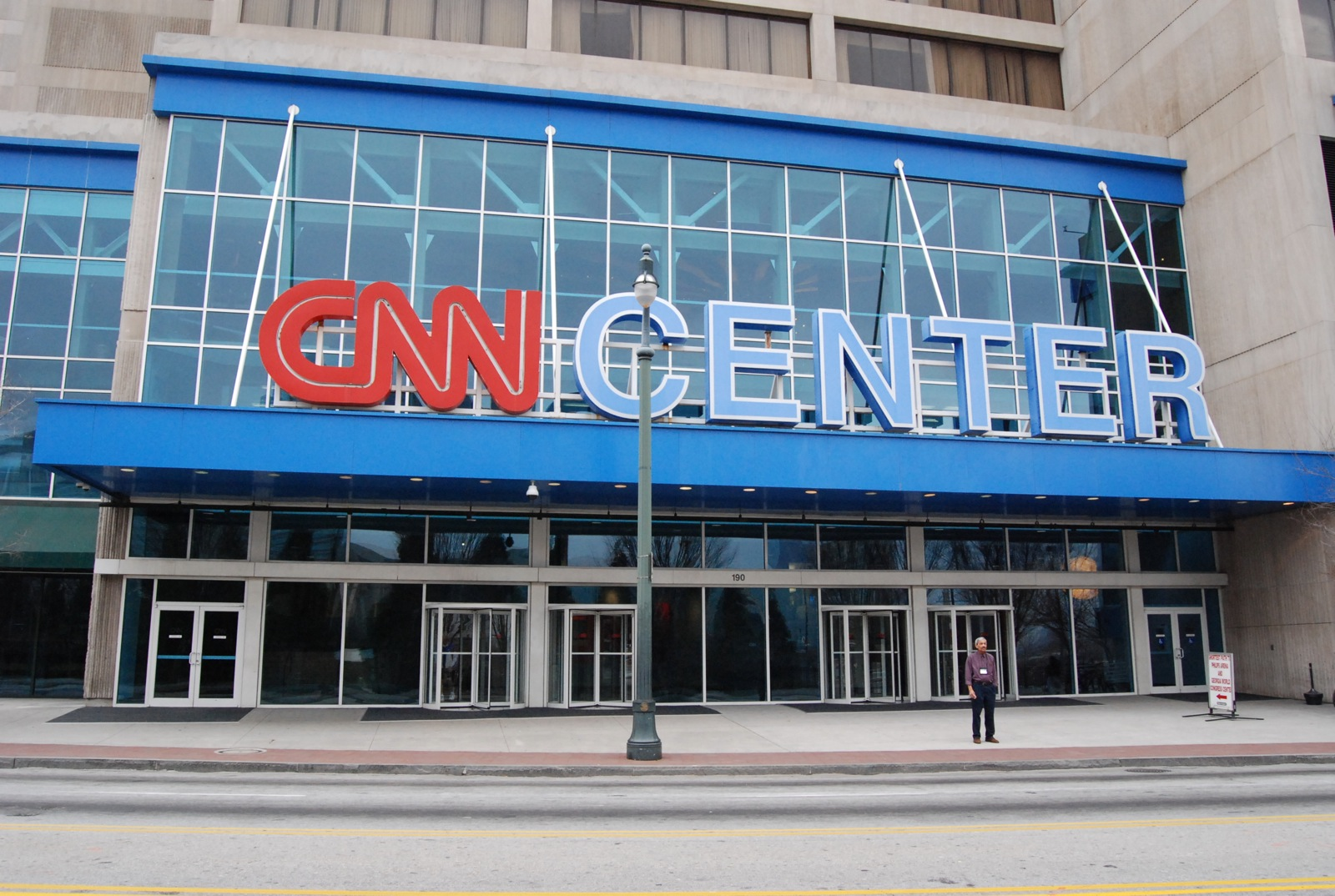